# Here We Go Again (album Demi Lovato)
Here We Go Again è il secondo album in studio della cantante Demi Lovato, pubblicato dall'etichetta discografica Hollywood Records il 21 luglio 2009. A differenza del suo album precedente, Don't Forget (2008), la Lovato non ha chiesto aiuto ai Jonas Brothers perché preferiva lavorare con persone diverse e dare all'album un approccio personale. Ha collaborato con cantautori e produttori come E. Kidd Bogart, Gary Clark, Toby Gad, John Mayer, Jon McLaughlin e Lindy Robbins.
Musicalmente, Here We Go Again deriva principalmente dal genere pop rock, mescolato con influenze di R&B. La Lovato ha voluto che la musica dell'album fosse meno rock e più morbida rispetto al suo album precedente. La ricezione critica dell'album è stato positiva; la critica ha elogiato la Lovato per non fare affidamento su manipolazioni vocali e invece mostrare la sua abilità naturale. Anche se alcuni critici definito l'album orecchiabile, altri ritenevano che era prevedibile e, a volte troppo simile a Kelly Clarkson. Here We Go Again venduto 108 000 copie durante la sua prima settimana di uscita negli Stati Uniti e ha debuttato in cima alla Billboard 200. Dal suo lancio, l'album ha venduto 450 000 copie negli Stati Uniti. A livello internazionale, l'album ha raggiunto il picco all'interno della top 40 nelle classifiche di Australia, Brasile, Canada, Grecia, Messico, Nuova Zelanda e Spagna. Per promuovere ulteriormente l'album, la Lovato ha intrapreso il tour Estate Tour 2009.

## Descrizione
La giovane cantante ha affermato che questo nuovo album avrebbe avuto un sound che differisce dal suo predecessore Don't Forget. Infatti, in contrasto al pop rock del suo album di debutto, Here We Go Again avrebbe contenuto canzoni più influenzate da artisti come John Mayer. Demi ha anche detto che a differenza del precedente album, molto influenzato dai Jonas Brothers che l'hanno aiutata nello scrivere le canzoni, questo sarebbe stato più personale, con più testi scritti di suo pugno.
Queste nuove canzoni sarebbero state poi eseguite dalla giovane cantante durante il suo Summer Tour. Il primo singolo estratto dall'album si chiama Here We Go Again ed è riuscito ad arrivare alla posizione nº 15 della classifica americana diventando il suo più grande successo da solista.
L'album ha debuttato alla posizione numero 1 della Billboard 200 con oltre 110 000 copie battendo il record di Don't Forget suo precedente album che nella prima settimana nel settembre 2008 ha venduto 89 000 copie.
In Italia è uscito il 9 novembre 2009.

## Tracce
1. Here We Go Again – 3:46 (Meher Filian, Isaac Hasson, Lindy Robbins)
2. Solo – 3:15 (Demi Lovato, Scott Cutler, Anne Preven)
3. U Got Nothin' on Me – 3:38 (Demi Lovato, Meher Filian, Isaac Hasson)
4. Falling Over Me – 4:06 (Demi Lovato, John Fields, Jon McLaughlin)
5. Quiet – 2:45 (Demi Lovato, Scott Cutler, Scott Preven)
6. Catch Me – 3:10 (Demi Lovato)
7. Everytime You Lie – 3:48 (Demi Lovato, John Fields, Jon McLaughlin)
8. Got Dynamite – 3:24 (Demi Lovato, Evan Kidd Bogart, Gary Clark, Victoria Horn)
9. Stop The World – 3:33 (Demi Lovato, P.J. Bianco, Nick Jonas)
10. World Of Chances – 2:50 (Demi Lovato, John Mayer)
11. Remember December – 3:11 (Demi Lovato, John Fields, Scott Preven)
12. Everything You're Not – 3:43 (Demi Lovato, Toby Gad, Robbins)
13. Gift Of a Friend – 3:26 (Demi Lovato, Adam Watts, Andy Dodd)
14. So Far So Great – 2:15 (Aris Archontis, Jeannie Lurie, Chen Neeman)

## Classifiche

### Classifiche settimanali
| Classifiche (2010-12) | Posizione massima |
| --------------------- | ----------------- |
| Australia             | 40                |
| Belgio (Fiandre)      | 88                |
| Canada                | 5                 |
| Giappone              | 141               |
| Italia                | 96                |
| Nuova Zelanda         | 10                |
| Spagna                | 35                |
| Stati Uniti           | 1                 |

### Classifiche di fine anno
| Classifica (2009) | Posizione |
| ----------------- | --------- |
| Stati Uniti       | 109       |